# Маровейне
Маровейне (нидерл. Marowijne) — округ Суринама, расположенный на северо-восточном побережье. Административный центр — город Албина, другие города — Мунго и Ван Хатти.
Население округа — 16 642 человек (2004), площадь — 4627 км².

## Население
В округ Маровейне живут мароны — потомки рабов, сбежавших с плантаций от голландских хозяев, особенно с огромных плантаций Суринама XVII века.

## Административное деление
| № | Коммуна                   | Население, чел. (2004) | Площадь, км² |
| - | ------------------------- | ---------------------- | ------------ |
| 1 | Албина (Albina)           | 5114                   | 397          |
| 2 | Галиби (Galibi)           | 671                    | 1014         |
| 3 | Мунго (Moengo)            | 9662                   | 1117         |
| 4 | Мунго Тару (Moengo Tapoe) | 427                    | 455          |
| 5 | Патамакка (Patamacca)     | 422                    | 1183         |
| 6 | Ван Хатти (Wan Hatti)     | 346                    | 461          |
|   | Всего                     | 16 642                 | 4627         |

## Экономика
В начале XX века в округе Маровейне были найдены месторождения бокситов, что вызвало всплеск активности в горной промышленности и серьёзно обогатило страну. В округе также хорошо развит туризм.